# Bea Ranero
Bea Ranero (Ciudad de Guatemala, 2 de marzo de 1985) es una actriz y conductora Guatemalteca. Se dio a conocer personificando a Edith en la telenovela Mi corazón es tuyo de Televisa, en donde compartió créditos con Silvia Navarro, Jorge Salinas, Mayrín Villanueva, Pablo Montero y Carmen Salinas, entre otros.

## Biografía
Beatriz Ranero, comenzó su carrera en Guatemala cuando era niña y en 2010 envió un demostración a la productora mexicana Televisa para conducir un programa de espectáculos. Ya en Televisa, le otorgaron una beca en el Centro de Estudios Actorales (CEA) de Televisa en la Ciudad de México en donde estudió en 2011 y 2012.

## Carrera
Tuvo un papel menor en la película guatemalteca "12 segundos" (2012). Ranero apareció en Como dice el dicho en los episodios «Mas vale poco y bien allegado...» (2015) interpretando a Blanca, «Trece y martes...» (2014) interpretando a Adriana  y «Si por bueno te tienes...» (2013) como Susana.
Ranero participó en la telenovela Mi corazón es tuyo, una producción de Juan Osorio. Su personaje fue Edith, una muchacha roquera enamorada de Nando, hermano de su amiga Fanny. Actualmente actúa en la telenovela Sueño de amor, nuevamente de Juan Osorio, interpretando a Aranza, la mejor amiga de Patricia.

## Filmografía

### Película
- 12 segundos (2012)
- Tv movie "La Familia de mi Ex" (2017)

### Telenovelas
- Si por bueno te tienes (2013) .... Susana
- Como dice el dicho (2014) ....  Adriana
- Mi corazón es tuyo (2014-2015) ....  Edith
- Como dice el dicho (2015) .... Blanca
- Sueño de amor (2016) ....  Aranza
- Mujeres de negro (2016) .... Teniente Bárbara Sierra
- Hijas de la luna (2018) .... Adela
- Tenías que ser tú (2018) .... Eva
- La rosa de Guadalupe (2018) ....
- Médicos, línea de vida (2020) .... Perla
- Vencer el miedo (2020) .... Madre de Nati
- Esta historia me suena (2021)
- Un día para vivir (2022) .... Emilia[2]